# Děkanát Mikołów
Děkanát Mikołów (česky: Mikulov) je jedním z 33 katolických děkanátů arcidiecéze katovické v Polsku. Pod jeho administraci patří následující farnosti:
- farnost sv. Antonína z Padovy v Rece-Goju (Mikołów)
- farnost sv. Mikuláše v Borowé Wsi (Mikołów)
- farnost sv. Mikuláše v Bujakowě (Mikołów)
- farnost sv. Urbana v Kamionce (Mikołów)
- farnost Panny Marie v Mikołowě
- farnost sv. Vojtěcha v Mikołowě
- farnost sv. Vavřince v Mokrem (Mikołów)
- farnost sv. Apoštolů Petra a Pavla v Paniowach (Mikołów)
- farnost Panny Marie Čenstochovské v Śmiłowicích (Mikołów)